# 페드루 3세 (콩고)
페드루 3세(Pedro III, 1648년 3월 2일 ~ 1684년 6월 12일)는 17세기 콩고 왕국 마니콩고였다. 본명(本名)은 피에레 은심바 은탐바 페드루(Pierre Nsimba Ntamba Pedro).

## 생애
지난날 그의 친증조부 베르나르도 2세 군주는 콩고 왕국 제14대 마니콩고였지만 증조부의 붕어 이후 왕위계승권에서 제외된 콩고 왕가 서족 왕자로 전락한 친조부 알바로 7세의 서차자(庶次子)로 출생한 데 음벰바 아 음판주 두 알바로의 장남(長男)으로 출생한 그는 어릴 때부터 자신의 조부 알바로 7세가 우여곡절을 견디며 왕위계승권에서 맴돌다가 콩고 왕국 군왕 보위 근접에 허덕이는 것을 목도하였는데 결국 1665년 11월 11일을 기하여, 드디어 조부 알바로 7세가 콩고 왕국 제25대 군왕 보위에 등극하는 것과 아버지의 왕태자(王太子) 책립을 목도하였고 조부가 훙서한 후 아버지 알바루 8세가 보위 등극하자(1666년 7월 20일), 그 자신도 1666년 8월 26일을 기하여 왕태자(王太子)로 책립되었으며 1669년 3월 23일을 기하여 부왕 알바로가 붕어(崩御)하자 콩고 왕국 제27대 군왕 보위에 등극한 그는 17세기 콩고 왕국 내전 전란의 틈바구니 속에서 1669년 4월 6일을 기하여 사촌 남동생 알바루 음판주 이 은티빌라 공(公)을 후계공(後繼公)으로 책립(책봉)을 하였으며 5개월 후 1669년 6월 8일을 기하여 사촌 남동생 알바루 음판주 아 은티빌라에게 보위를 전격 선위하니 그가 알바루 9세 콩고 왕국 제28대 군왕이다. 하여 이렇게 그는 21세 나이로 보위 등극하고 같은 해 21세로 보위에서 전격 퇴위하였다.

## 사망과 사후
그는 콩고 왕국 군왕 보위를 선위하여 상왕(上王)으로 전향한지 15년이 지난 1684년 6월 12일에 변장 행차를 하던 중 향년 36세로 콩고 왕국 내란에 잠입한 테케 소왕국 출신의 게릴라 세력들에게 암살(비명횡사)되었고 그 후 우연인지 필연인지 알 수 없을 정도로 불행하게도 그의 자녀(3남 3녀)들은 일평생 콩고 왕국 보위 승계권(왕위계승권)에서 영구히 밀려나거나 혹은 제외되는 왕실 왕가(王室 王家)의 비극을 겪었다.